# Kadzielnia
Kądzielnia [pronunciación en polaco: /kɔnˈd͡ʑelɲa/] (alemán: Gut Spee) es un asentamiento ubicado en el distrito administrativo de Gmina Borne Sulinowo, dentro del condado de Szczecinek, Voivodato de Pomerania Occidental, en el noroeste de Polonia. Se encuentra a unos 11 kilómetros al norte de Borne Sulinowo, a 9 kilómetros al suroeste de Szczecinek, y a 136 kilómetros al este de la capital regional Szczecin.